# Lista de vereadores de Sapucaia do Sul
Esta é a lista de vereadores de Sapucaia do Sul, município brasileiro do estado do Rio Grande do Sul.
A Câmara Municipal de Sapucaia do Sul é formada atualmente por onze representantes, desde a eleição de 2004, diferentemente do que em anos anteriores que era de vinte e uma cadeiras, devido ao fato que as cidades passaram a ter um número de vereadores equivalente à sua população. A sala onde ocorrem as Sessões Ordinárias e Extraordinárias chama-se Sala Tiradentes; o prédio da Câmara chama-se Vereador Carlos Eli Bilhão, denominado pela Lei municipal nº 3.003/07.

## 15ª Legislatura (2021–2024)
Estes são os vereadores eleitos nas eleições de 15 de novembro de 2020, pelo período de 1° de janeiro de 2021 a 31 de dezembro de 2024:
|    | Nome                                                                                | Partido                                         | Votos | %    | Observações |
| -- | ----------------------------------------------------------------------------------- | ----------------------------------------------- | ----- | ---- | ----------- |
| 1  | José Carlos Dutra dos Santos, Caco (Esteio, 01.06.1956–)                            | Movimento Democrático Brasileiro (MDB)          | 1.966 | 3,06 | 8º mandato  |
| 2  | Cleber Rachel, Cleber Alemão (Esteio, 02.09.1985–)                                  | Progressistas (PP)                              | 1.801 | 2,80 | 2º mandato  |
| 3  | Veridiana Fernandes Pacheco (Alegrete, 26.12.1983–)                                 | Partido Renovador Trabalhista Brasileiro (PRTB) | 1.619 | 2,52 | 1º mandato  |
| 4  | Miriam Raquel Moraes da Silva, Raquel do Posto (Santana do Livramento, 08.05.1973–) | Partido Democrático Trabalhista (PDT)           | 1.524 | 2,37 | 2º mandato  |
| 5  | Gabriela Ortiz Abenel (Porto Alegre, 02.02.1997–)                                   | Partido Democrático Trabalhista (PDT)           | 1.512 | 2,35 | 1º mandato  |
| 6  | Evandro Salermo da Silva, Evandro Salermo Gâ (Sapucaia do Sul, 09.03.1987–)         | Movimento Democrático Brasileiro (MDB)          | 1.453 | 2,26 | 1º mandato  |
| 7  | Jorge Barbosa de Souza (2021-2022) (Caçapava do Sul, 22.11.1965–)                   | Partido Social Democrático (PSD)                | 1.415 | 2,20 | 4º mandato  |
| 8  | Lorecy Flores, Ventania (São Pedro do Sul, 03.11.1956–)                             | Republicanos                                    | 1.292 | 2,01 | 2º mandato  |
| 9  | Noeli Machado (Candelária, 20.07.1970–)                                             | Partido Socialista Brasileiro (PSB)             | 1.257 | 1,96 | 1º mandato  |
| 10 | Claudionor Baptista Tavares, Bozo (Butiá, 23.03.1953–)                              | Progressistas (PP)                              | 1.198 | 1,86 | 3º mandato  |
| 11 | Vilmar Ballin (Tuparendi, 15.03.1958–23.10.2020)                                    | Partido dos Trabalhadores (PT)                  | 751   | 1,17 | 4º mandato  |
| 12 | Átila Vladimir Andrade (Porto Alegre, 23.11.1961)                                   | Partido dos Trabalhadores (PT)                  | 558   | 0,87 | 1º mandato  |
| 13 | Luis Gabriel Dalberto Rodrigues (Sapucaia do Sul, 23.02.1993–)                      | Progressistas (PP)                              | 1.106 | 1,72 | 1º mandato  |
| 14 | Marco Antônio da Rosa, Marquinhos (São Leopoldo, 16.08.1952–)                       | Movimento Democrático Brasileiro (MDB)          | 955   | 1,49 | 7º mandato  |

## 14ª Legislatura (2017–2020)
Estes são os vereadores eleitos nas eleições de 2 de outubro de 2016, pelo período de 1° de janeiro de 2017 a 31 de dezembro de 2020:
|    | Nome                                                                                            | Partido                                            | Votos | %    | Observações |
| -- | ----------------------------------------------------------------------------------------------- | -------------------------------------------------- | ----- | ---- | ----------- |
| 1  | Cleber Rachel, Cleber Alemão (Esteio, 02.09.1985–)                                              | Partido Progressista (PP)                          | 2.552 | 3,55 | 1º mandato  |
| 2  | José Carlos Dutra dos Santos, Caco (Esteio, 01.06.1956–)                                        | Partido do Movimento Democrático Brasileiro (PMDB) | 2.321 | 3,22 | 7º mandato  |
| 3  | Carlos Eduardo Douglas Santana, Maninho do Jas (São Leopoldo, 03.03.1982–)                      | Partido do Movimento Democrático Brasileiro (PMDB) | 2.270 | 3,15 | 1º mandato  |
| 4  | Jorge Barbosa de Souza (Caçapava do Sul, 22.11.1965–)                                           | Partido Social Democrático (PSD)                   | 2.067 | 2,87 | 3º mandato  |
| 5  | Miriam Raquel Moraes da Silva, Raquel do Posto (2019-2020) (Santana do Livramento, 08.05.1973–) | Partido dos Trabalhadores (PT)                     | 1.783 | 2,48 | 1º mandato  |
| 6  | Nelson Brambila (2017-2018) (Tenente Portela, 13.03.1966–)                                      | Solidariedade (SD)                                 | 1.730 | 2,40 | 2º mandato  |
| 7  | Adão da Silva, Adão do Calçado (Sapucaia do Sul, 20.03.1961–)                                   | Partido dos Trabalhadores (PT)                     | 1.625 | 2,26 | 1º mandato  |
| 8  | Imilia de Souza, Dra. Imilia (Barracão, 22.06.1964–)                                            | Partido Trabalhista Brasileiro (PTB)               | 1.460 | 2,03 | 1º mandato  |
| 9  | Lorecy Flores, Ventania (São Pedro do Sul, 03.11.1956–)                                         | Partido Republicano Brasileiro (PRB)               | 1.402 | 1,95 | 1º mandato  |
| 10 | Marco Antonio da Rosa, Marquinhos (São Leopoldo, 16.08.1952–)                                   | Partido Socialista Brasileiro (PSB)                | 1.366 | 1,90 | 6º mandato  |
| 11 | Gervasio Sant'Ana de Freitas, Gervásio Santana (Tenente Portela, 22.11.1970–)                   | Partido Progressista (PP)                          | 1.117 | 1,55 | 1º mandato  |

## 13ª Legislatura (2013–2016)
Estes são os vereadores eleitos nas eleições de 7 de outubro de 2012, pelo período de 1° de janeiro de 2013 a 31 de dezembro de 2016:
|    | Nome                                                                 | Partido                                            | Votos | %    | Observações |
| -- | -------------------------------------------------------------------- | -------------------------------------------------- | ----- | ---- | ----------- |
| 1  | Volmir Rodrigues (Sobradinho, 07.05.1967–)                           | Partido Progressista (PP)                          | 2.465 | 3,13 | 1º mandato  |
| 2  | Luís Rogério Link, Dr. Link (2013-2014) (Santa Maria, 09.08.1960–)   | Partido dos Trabalhadores (PT)                     | 2.386 | 3,03 | 2º mandato  |
| 3  | José Carlos Dutra dos Santos, Caco (2015-2016) (Esteio, 01.06.1956–) | Partido do Movimento Democrático Brasileiro (PMDB) | 2.300 | 2,92 | 6º mandato  |
| 4  | Jorge Barbosa de Souza (Caçapava do Sul, 22.11.1965–)                | Partido Social Liberal (PSL)                       | 2.061 | 2,62 | 2º mandato  |
| 5  | Jarbas Sampaio Vieira, Dr Jarbas (Sapucaia do Sul, 18.12.1970–)      | Partido do Movimento Democrático Brasileiro (PMDB) | 1.891 | 2,40 | 2º mandato  |
| 6  | Avelino Mazzuchello, Avelino Barbeiro (Criciúma, 20.05.1948–)        | Partido Trabalhista Brasileiro (PTB)               | 1.764 | 2,24 | 7º mandato  |
| 7  | Marco Antonio da Rosa, Marquinhos (São Leopoldo, 16.08.1952–)        | Partido da Social Democracia Brasileira (PSDB)     | 1.410 | 1,79 | 5º mandato  |
| 8  | Thiago Chaves Batista (Sapucaia do Sul, 07.08.1982–)                 | Partido Social Democrata Cristão (PSDC)            | 1.319 | 1,67 | 1º mandato  |
| 9  | Everaldo Ramos de Moura (Marau, 30.11.1974–)                         | Partido Republicano Brasileiro (PRB)               | 1.318 | 1,67 | 2º mandato  |
| 10 | Luciano Rodrigues (Sapucaia do Sul, 08.10.1971–)                     | Partido dos Trabalhadores (PT)                     | 1.255 | 1,59 | 1º mandato  |
| 11 | Nelson Brambila (Tenente Portela, 13.03.1966–)                       | Partido Social Liberal (PSL)                       | 1.064 | 1,35 | 1º mandato  |

## 12ª Legislatura (2009–2012)
Estes são os vereadores eleitos nas eleições de 5 de outubro de 2008, pelo período de 1° de janeiro de 2009 a 31 de dezembro de 2012:
|    | Nome                                                                        | Partido                                            | Votos | %    | Observações |
| -- | --------------------------------------------------------------------------- | -------------------------------------------------- | ----- | ---- | ----------- |
| 1  | Luís Rogério Link, Dr. Link (Santa Maria, 09.08.1960–)                      | Partido dos Trabalhadores (PT)                     | 3.580 | 4,61 | 1º mandato  |
| 2  | Jarbas Sampaio Vieira, Dr Jarbas (2009-2010) (Sapucaia do Sul, 18.12.1970–) | Partido do Movimento Democrático Brasileiro (PMDB) | 1.841 | 2,37 | 1º mandato  |
| 3  | Avelino Mazzuchello, Avelino Barbeiro (2011-2012) (Criciúma, 20.05.1948–)   | Partido Trabalhista Brasileiro (PTB)               | 1.709 | 2,20 | 6º mandato  |
| 4  | José Carlos Dutra dos Santos, Caco (Esteio, 01.06.1956–)                    | Partido do Movimento Democrático Brasileiro (PMDB) | 1.618 | 2,08 | 5º mandato  |
| 5  | Arlenio da Silva (Cruzeiro do Sul, 29.01.1955–)                             | Partido do Movimento Democrático Brasileiro (PMDB) | 1.556 | 2,00 | 3º mandato  |
| 6  | Edson Luiz Portilho, Professor Edson (Sapucaia do Sul, 06.06.1961–)         | Partido dos Trabalhadores (PT)                     | 1.329 | 1,71 | 2º mandato  |
| 7  | Rubem Léo Lima Soares (Rio Pardo, 12.10.1961–)                              | Partido dos Trabalhadores (PT)                     | 1.221 | 1,57 | 1º mandato  |
| 8  | Antonio Sidnei Toledo Bitencourt (Caçapava do Sul, 19.04.1954–)             | Democratas (DEM)                                   | 1.181 | 1,52 | 6º mandato  |
| 9  | Osmar de Vargas Drower (Montenegro, 12.04.1952–)                            | Democratas (DEM)                                   | 1.076 | 1,38 | 1º mandato  |
| 10 | Everaldo Ramos de Moura (Marau, 30.11.1974–)                                | Partido Republicano Brasileiro (PRB)               | 1.050 | 1,35 | 1º mandato  |
| 11 | Jorge Barbosa de Souza (Caçapava do Sul, 22.11.1965–)                       | Partido Social Liberal (PSL)                       | 915   | 1,18 | 1º mandato  |

## 11ª Legislatura (2005–2008)
Estes são os vereadores eleitos nas eleições de 3 de outubro de 2004, pelo período de 1° de janeiro de 2005 a 31 de dezembro de 2008:
|    | Nome                                                                                    | Partido                                            | Votos | %    | Observações |
| -- | --------------------------------------------------------------------------------------- | -------------------------------------------------- | ----- | ---- | ----------- |
| 1  | Claudionor Baptista Tavares, Claudio Bozo (Butiá, 23.03.1953–)                          | Partido do Movimento Democrático Brasileiro (PMDB) | 2.498 | 3,17 | 2º mandato  |
| 2  | Ivan Jorge de Santana, Ivan da Bia (Montenegro, 04.10.1953–)                            | Partido da Frente Liberal (PFL)                    | 2.172 | 2,75 | 1º mandato  |
| 3  | Avelino Mazzuchello, Avelino Barbeiro (Criciúma, 20.05.1948–)                           | Partido Trabalhista Brasileiro (PTB)               | 2.135 | 2,71 | 5º mandato  |
| 4  | Luiz Alfredo de Moraes, Luizinho do Sete (2005-2006) (Sobradinho, 07.04.1961–)          | Partido do Movimento Democrático Brasileiro (PMDB) | 1.993 | 2,53 | 2º mandato  |
| 5  | Neri Sampaio Araújo (São Jerônimo, 26.02.1953–)                                         | Partido Popular Socialista (PPS)                   | 1.884 | 2,34 | 5º mandato  |
| 6  | Elton Sebastião Rospide da Silva, Elton Primorosa (2007-2008) (Campo Novo, 12.06.1961–) | Partido da Frente Liberal (PFL)                    | 1.788 | 2,27 | 2º mandato  |
| 7  | José Carlos Dutra dos Santos, Caco (Esteio, 01.06.1956–)                                | Partido do Movimento Democrático Brasileiro (PMDB) | 1.684 | 2,13 | 4º mandato  |
| 8  | Waldir Canal, Pastor Waldir (Rio de Janeiro, 03.08.1972–)                               | Partido Liberal (PL)                               | 1.491 | 1,89 | 2º mandato  |
| 9  | Vilmar Ballin (Tuparendi, 15.03.1958–)                                                  | Partido dos Trabalhadores (PT)                     | 1.348 | 1,71 | 3º mandato  |
| 10 | Adilpio Antonio Zandonai, Professor Adilpio (Porto Alegre, 26.06.1950–)                 | Partido dos Trabalhadores (PT)                     | 1.210 | 1,53 | 2º mandato  |
| 11 | Nilton Rodrigues dos Santos (Camaquã, 06.12.1941–)                                      | Partido Social Liberal (PSL)                       | 977   | 1,24 | 2º mandato  |

## 10ª Legislatura (2001–2004)
Estes são os vereadores eleitos nas eleições de 1º de outubro de 2000, pelo período de 1° de janeiro de 2001 a 31 de dezembro de 2004:
|    | Nome                                                                        | Partido                                            | Votos | %    | Observações |
| -- | --------------------------------------------------------------------------- | -------------------------------------------------- | ----- | ---- | ----------- |
| 1  | Avelino Mazzuchello, Avelino Barbeiro (Criciúma, 20.05.1948–)               | Partido da Frente Liberal (PFL)                    | 1.393 | 1,85 | 4º mandato  |
| 2  | José Carlos Dutra dos Santos (Esteio, 01.06.1956–)                          | Partido Trabalhista Brasileiro (PTB)               | 1.314 | 1,75 | 3º mandato  |
| 3  | Luiz Alfredo de Moraes, Luizinho do Sete (Sobradinho, 07.04.1961–)          | Partido do Movimento Democrático Brasileiro (PMDB) | 1.292 | 1,72 | 1º mandato  |
| 4  | Marco Antonio da Rosa, Marquinhos (2001-2002) (São Leopoldo, 16.08.1952–)   | Partido do Movimento Democrático Brasileiro (PMDB) | 1.160 | 1,54 | 4º mandato  |
| 5  | Marco Aurélio Rebes Sanchotene (Uruguaiana, 13.12.1949–)                    | Partido do Movimento Democrático Brasileiro (PMDB) | 1.134 | 1,51 | 2º mandato  |
| 6  | João Luiz Scopel (2003-2004) (São Francisco de Paula, 02.01.1948–)          | Partido Trabalhista Brasileiro (PTB)               | 1.128 | 1,50 | 5º mandato  |
| 7  | Waldir Canal (Rio de Janeiro, 03.08.1972–)                                  | Partido do Movimento Democrático Brasileiro (PMDB) | 1.127 | 1,50 | 1º mandato  |
| 8  | Elton Sebastião Rospide da Silva, Elton Primorosa (Campo Novo, 12.06.1961–) | Partido da Frente Liberal (PFL)                    | 1.028 | 1,37 | 1º mandato  |
| 9  | Neri Sampaio Araújo (São Jerônimo, 26.02.1953–)                             | Partido Social Trabalhista (PST)                   | 1.023 | 1,36 | 4º mandato  |
| 10 | Arlenio da Silva (Cruzeiro do Sul, 29.01.1955–)                             | Partido do Movimento Democrático Brasileiro (PMDB) | 1.004 | 1,33 | 2º mandato  |
| 11 | Claudionor Baptista Tavares, Bozo (Butiá, 23.03.1953–)                      | Partido Progressista (PP)                          | 978   | 1,30 | 1º mandato  |
| 12 | Marcelo Andrade Machado, Engenheiro Marcelo (Cruz Alta, 05.06.1967–)        | Partido do Movimento Democrático Brasileiro (PMDB) | 932   | 1,24 | 1º mandato  |
| 13 | João Carlos Borges de Moraes, Oca (São Leopoldo, 29.08.1960–)               | Partido do Movimento Democrático Brasileiro (PMDB) | 913   | 1,21 | 1º mandato  |
| 14 | Sérgio Luiz Lopes (São Leopoldo, 29.11.1958–)                               | Partido Liberal (PL)                               | 794   | 1,06 | 1º mandato  |
| 15 | Edir Carlos Osório (Restinga Sêca, 16.12.1960–)                             | Partido Progressista (PP)                          | 752   | 1,00 | 1º mandato  |
| 16 | Iara Mendes Bernardo, Professora Iara (Novo Hamburgo, 14.04.1954–)          | Partido dos Trabalhadores (PT)                     | 719   | 0,96 | 2º mandato  |
| 17 | Vilmar Ballin (Tuparendi, 15.03.1958–)                                      | Partido dos Trabalhadores (PT)                     | 657   | 0,87 | 2º mandato  |
| 18 | Alexandre Severo, Lambari (São Leopoldo, 05.03.1969–)                       | Partido da Social Democracia Brasileira (PSDB)     | 640   | 0,85 | 1º mandato  |
| 19 | Adilpio Antonio Zandonai (Porto Alegre, 26.06.1950–)                        | Partido dos Trabalhadores (PT)                     | 631   | 0,84 | 1º mandato  |
| 20 | Carlos Alberto Fortuna, Branca (São Leopoldo, 10.07.1965–)                  | Partido Democrático Trabalhista (PDT)              | 559   | 0,74 | 2º mandato  |
| 21 | Paulo Toledo da Luz (Caçapava do Sul, 02.04.1953–)                          | Partido Liberal (PL)                               | 526   | 0,70 | 1º mandato  |

## 9ª Legislatura (1997–2000)
Esses são os vereadores eleitos nas eleições de 3 de outubro de 1996, pelo período de 1° de janeiro de 1997 a 31 de dezembro de 2000:
|    | Nome                                                                        | Partido                                            | Votos | %    | Observações |
| -- | --------------------------------------------------------------------------- | -------------------------------------------------- | ----- | ---- | ----------- |
| 1  | Marco Antonio da Rosa (São Leopoldo, 16.08.1952–)                           | Partido do Movimento Democrático Brasileiro (PMDB) | 1.447 | 2,39 | 3º mandato  |
| 2  | Marco Aurélio Rebes Sanchotene (Uruguaiana, 13.12.1949–)                    | Partido do Movimento Democrático Brasileiro (PMDB) | 1.087 | 1,80 | 1º mandato  |
| 3  | Tadeu Paulo Paris (São Francisco de Paula, 18.01.1948–)                     | Partido Democrático Trabalhista (PDT)              | 1.086 | 1,79 | 3º mandato  |
| 4  | Neri Sampaio Araújo (São Jerônimo, 26.02.1953–)                             | Partido Trabalhista Brasileiro (PTB)               | 1.086 | 1,79 | 3º mandato  |
| 5  | João Luiz Scopel (São Francisco de Paula, 02.01.1948–)                      | Partido Trabalhista Brasileiro (PTB)               | 900   | 1,49 | 4º mandato  |
| 6  | Avelino Mazzuchello, Avelino Barbeiro (Criciúma, 20.05.1948–)               | Partido da Social Democracia Brasileira (PSDB)     | 871   | 1,44 | 3º mandato  |
| 7  | Carlos Alberto Fortuna, Branca (São Leopoldo, 10.07.1965–)                  | Partido da Frente Liberal (PFL)                    | 860   | 1,42 | 1º mandato  |
| 8  | José Jardim Alves                                                           | Partido do Movimento Democrático Brasileiro (PMDB) | 838   | 1,38 | 1º mandato  |
| 9  | José Carlos Dutra dos Santos, Caco (Esteio, 01.06.1956–)                    | Partido Trabalhista Brasileiro (PTB)               | 835   | 1,38 | 2º mandato  |
| 10 | Arthur Ribeiro Filho (São Leopoldo, 06.06.1954–)                            | Partido Democrático Trabalhista (PDT)              | 832   | 1,37 | 1º mandato  |
| 11 | Guilherme Antonio Vieira Filho (Camaquã, 13.05.1942–)                       | Partido Democrático Trabalhista (PDT)              | 829   | 1,37 | 4º mandato  |
| 12 | Paulo Ricardo Florence Lougue (Sapucaia do Sul, 22.12.1958–)                | Partido do Movimento Democrático Brasileiro (PMDB) | 828   | 1,37 | 1º mandato  |
| 13 | Carlos Eli Bilhão (–Sapucaia do Sul, 13.10.1999)                            | Partido Democrático Trabalhista (PDT)              | 822   | 1,36 | 2º mandato  |
| 14 | Bernadete Maria Konzen (Novo Hamburgo, 1959–)                               | Partido dos Trabalhadores (PT)                     | 808   | 1,33 | 1º mandato  |
| 15 | Gilberto Antonio Alves (Sapucaia do Sul, 14.09.1948–)                       | Partido Democrático Trabalhista (PDT)              | 797   | 1,32 | 2º mandato  |
| 16 | Arlenio da Silva (Cruzeiro do Sul, 29.01.1955–)                             | Partido Democrático Trabalhista (PDT)              | 792   | 1,31 | 1º mandato  |
| 17 | Antonio Sidnei Toledo Bitencourt (1997-1998) (Caçapava do Sul, 19.04.1954–) | Partido da Frente Liberal (PFL)                    | 676   | 1,12 | 5º mandato  |
| 18 | Iara Mendes Bernardo (Novo Hamburgo, 14.04.1954–)                           | Partido dos Trabalhadores (PT)                     | 673   | 1,11 | 1º mandato  |
| 19 | João Proença (1999-2000) (São Leopoldo, 22.06.1941–)                        | Partido da Social Democracia Brasileira (PSDB)     | 539   | 0,89 | 4º mandato  |
| 20 | Vilmar Ballin (Tuparendi, 15.03.1958–)                                      | Partido dos Trabalhadores (PT)                     | 512   | 0,85 | 1º mandato  |
| 21 | Nilton Rodrigues dos Santos (Camaquã, 06.12.1941–)                          | Partido Liberal (PL)                               | 444   | 0,73 | 1º mandato  |

## 8ª Legislatura (1993–1996)
Estes são os vereadores eleitos nas eleições de 3 de outubro de 1992, pelo período de 1° de janeiro de 1993 a 31 de dezembro de 1996:
|    | Nome                                                                        | Partido                                            | Votos | Observações |
| -- | --------------------------------------------------------------------------- | -------------------------------------------------- | ----- | ----------- |
| 1  | Marco Antonio da Rosa (São Leopoldo, 16.08.1952–)                           | Partido Democrático Trabalhista (PDT)              | 1.860 | 2º mandato  |
| 2  | Gilberto Antonio Alves (Sapucaia do Sul, 14.09.1948–)                       | Partido Democrático Trabalhista (PDT)              | 1.300 | 1º mandato  |
| 3  | Avelino Mazzuchello (Criciúma, 20.05.1948–)                                 | Partido Democrático Trabalhista (PDT)              | 1.273 | 2º mandato  |
| 4  | Tadeu Paulo Paris (São Francisco de Paula, 18.01.1948–)                     | Partido Democrático Trabalhista (PDT)              | 1.178 | 2º mandato  |
| 5  | Amauri Soares Pinheiro (1993-1994)                                          | Partido do Movimento Democrático Brasileiro (PMDB) | 1.166 | 3º mandato  |
| 6  | José de Oliveira da Luz                                                     | Partido Democrático Trabalhista (PDT)              | 994   | 2º mandato  |
| 7  | Basílio de Abreu e Silva Neto                                               | Partido Democrático Trabalhista (PDT)              | 965   | 1º mandato  |
| 8  | Antonio Sidnei Toledo Bitencourt (1995-1996) (Caçapava do Sul, 19.04.1954–) | Partido Democrático Trabalhista (PDT)              | 917   | 4º mandato  |
| 9  | José Pedro Borges                                                           | Partido Democrático Trabalhista (PDT)              | 889   | 1º mandato  |
| 10 | João Proença (São Leopoldo, 22.06.1941–)                                    | Partido Democrático Trabalhista (PDT)              | 889   | 3º mandato  |
| 11 | Adão Mota e Silva                                                           | Partido Trabalhista Brasileiro (PTB)               | 759   | 1º mandato  |
| 12 | Paulo Roberto Santos Moura                                                  | Partido do Movimento Democrático Brasileiro (PMDB) | 727   | 1º mandato  |
| 13 | Neri Sampaio Araújo (São Jerônimo, 26.02.1953–)                             | Partido Trabalhista Brasileiro (PTB)               | 725   | 2º mandato  |
| 14 | José Carlos Dutra dos Santos (Esteio, 01.06.1956–)                          | Partido Trabalhista Brasileiro (PTB)               | 656   | 1º mandato  |
| 15 | Orlando dos Santos (Arroio do Meio, 20.11.1955–)                            | Partido do Movimento Democrático Brasileiro (PMDB) | 645   | 1º mandato  |
| 16 | Manoel Ordeni de Araújo (Camaquã, 26.10.1949–)                              | Partido Trabalhista Brasileiro (PTB)               | 624   | 2º mandato  |
| 17 | Carlos Renato Flores                                                        | Partido Trabalhista Brasileiro (PTB)               | 614   | 1º mandato  |
| 18 | Vilmar Batista da Luz                                                       | Partido Trabalhista Brasileiro (PTB)               | 590   | 1º mandato  |
| 19 | Silval da Rocha                                                             | Partido Trabalhista Brasileiro (PTB)               | 575   | 1º mandato  |
| 20 | Carlos Eli Bilhão (–Sapucaia do Sul, 13.10.1999)                            | Partido dos Trabalhadores (PT)                     | 370   | 1º mandato  |
| 21 | Tenis Pereira da Rosa (Rolante, 09.05.1951–)                                | Partido dos Trabalhadores (PT)                     | 262   | 1º mandato  |

## 7ª Legislatura (1989–1992)
Estes são os vereadores eleitos nas eleições de 15 de novembro de 1988, pelo período de 1° de janeiro de 1989 a 31 de dezembro de 1992:
|    | Nome                                                                        | Partido                                            | Votos | Observações |
| -- | --------------------------------------------------------------------------- | -------------------------------------------------- | ----- | ----------- |
| 1  | Marco Antonio da Rosa (São Leopoldo, 16.08.1952–)                           | Partido Democrático Trabalhista (PDT)              | 1.000 | 1º mandato  |
| 2  | Tadeu Paulo Paris (São Francisco de Paula, 18.01.1948–)                     | Partido Democrático Trabalhista (PDT)              | 919   | 1º mandato  |
| 3  | Amauri Soares Pinheiro                                                      | Partido do Movimento Democrático Brasileiro (PMDB) | 914   | 2º mandato  |
| 4  | Milton de Lima Arruda (1991-1992) (Barra do Ribeiro, 26.06.1939–)           | Partido Democrático Trabalhista (PDT)              | 763   | 1º mandato  |
| 5  | José Ivan de Freitas Soares (Rosário do Sul, 23.06.1952–)                   | Partido Democrático Trabalhista (PDT)              | 747   | 2º mandato  |
| 6  | José Oliveira da Luz                                                        | Partido Democrático Trabalhista (PDT)              | 690   | 1º mandato  |
| 7  | Avelino Mazzuchello (Criciúma, 20.05.1948–)                                 | Partido Democrático Trabalhista (PDT)              | 675   | 1º mandato  |
| 8  | Antonio Sidnei Toledo Bitencourt (1989-1990) (Caçapava do Sul, 19.04.1954–) | Partido Democrático Trabalhista (PDT)              | 669   | 3º mandato  |
| 9  | Lino Ligocki                                                                | Partido do Movimento Democrático Brasileiro (PMDB) | 638   | 3º mandato  |
| 10 | Ercio Viegas                                                                | Partido Democrático Trabalhista (PDT)              | 623   | 2º mandato  |
| 11 | Pedro Pereira Manique                                                       | Partido do Movimento Democrático Brasileiro (PMDB) | 621   | 2º mandato  |
| 12 | Sinval da Rocha (Candelária, 22.08.1944–)                                   | Partido do Movimento Democrático Brasileiro (PMDB) | 609   | 2º mandato  |
| 13 | Guilherme Antonio Vieira Filho (Camaquã, 13.05.1942–)                       | Partido Democrático Trabalhista (PDT)              | 576   | 3º mandato  |
| 14 | Neri Sampaio Araújo (São Jerônimo, 26.02.1953–)                             | Partido do Movimento Democrático Brasileiro (PMDB) | 550   | 1º mandato  |
| 15 | Manoel Ordeni de Araújo (Camaquã, 26.10.1949–)                              | Partido do Movimento Democrático Brasileiro (PMDB) | 512   | 1º mandato  |
| 16 | João Proença (São Leopoldo, 22.06.1941–)                                    | Partido Democrático Trabalhista (PDT)              | 504   | 2º mandato  |
| 17 | Geopar Andrade (–??, 07.2009)                                               | Partido Democrático Trabalhista (PDT)              | 496   | 2º mandato  |
| 18 | Edson Luiz Portilho (Sapucaia do Sul, 06.06.1961–)                          | Partido dos Trabalhadores (PT)                     | 492   | 1º mandato  |
| 19 | João Adão Marques                                                           | Partido dos Trabalhadores (PT)                     | 434   | 1º mandato  |
| 20 | José Valmor de Almeida (Santo Ângelo, 28.03.1956–)                          | Partido da Frente Liberal (PFL)                    | 369   | 1º mandato  |
| 21 | João Luiz Scopel (São Francisco de Paula, 02.01.1948–)                      | Partido Socialista Brasileiro (PSB)                | 279   | 3º mandato  |

## 6ª Legislatura (1983–1988)
Estes são os vereadores eleitos nas eleições de 15 de novembro de 1982:
|    | Nome                                                              | Partido                                            | Votos | Observações |
| -- | ----------------------------------------------------------------- | -------------------------------------------------- | ----- | ----------- |
| 1  | João Proença (São Leopoldo, 22.06.1941–)                          | Partido Democrático Trabalhista (PDT)              | 790   | 1º mandato  |
| 2  | Geopar Andrade (1985-1986) (–??, 07.2009)                         | Partido Democrático Trabalhista (PDT)              | 774   | 1º mandato  |
| 3  | Guilherme Antonio Vieira Filho (1983-1984) (Camaquã, 13.05.1942–) | Partido Democrático Trabalhista (PDT)              | 756   | 2º mandato  |
| 4  | João Luiz Scopel (São Francisco de Paula, 02.01.1948–)            | Partido Democrático Trabalhista (PDT)              | 648   | 2º mandato  |
| 5  | Edu Viegas da Silva                                               | Partido Democrático Trabalhista (PDT)              | 625   | 2º mandato  |
| 6  | Valmor José de Souza (Porto Alegre, 11.08.1944–)                  | Partido Democrático Trabalhista (PDT)              | 613   | 1º mandato  |
| 7  | José Ivan de Freitas Soares (Rosário do Sul, 23.06.1952–)         | Partido Democrático Trabalhista (PDT)              | 571   | 1º mandato  |
| 8  | Sinval da Rocha (Candelária, 22.08.1944–)                         | Partido Democrático Trabalhista (PDT)              | 570   | 1º mandato  |
| 9  | Adolar Neris Tamboreno                                            | Partido Democrático Social (PDS)                   | 551   | 3º mandato  |
| 10 | Antonio Sidnei Toledo Bitencourt (Caçapava do Sul, 19.04.1954–)   | Partido Democrático Trabalhista (PDT)              | 540   | 2º mandato  |
| 11 | Dorvalino S. da Silva                                             | Partido Democrático Trabalhista (PDT)              | 508   | 1º mandato  |
| 12 | Pedro Reinaldo Scottá (Guaporé, 29.06.1928–)                      | Partido Democrático Trabalhista (PDT)              | 499   | 1º mandato  |
| 13 | Firmo Cardoso da Silva                                            | Partido Democrático Trabalhista (PDT)              | 496   | 1º mandato  |
| 14 | Carlos R. Flores                                                  | Partido do Movimento Democrático Brasileiro (PMDB) | 402   | 1º mandato  |
| 15 | Ércio Viegas (1987-1988)                                          | Partido Democrático Social (PDS)                   | 401   | 1º mandato  |
| 16 | Atalibio Trindade Figueiredo                                      | Partido Democrático Social (PDS)                   | 400   | 2º mandato  |
| 17 | Lino Ligocki                                                      | Partido Democrático Social (PDS)                   | 385   | 2º mandato  |
| 18 | Jorge D. Oliveira                                                 | Partido do Movimento Democrático Brasileiro (PMDB) | 376   | 1º mandato  |
| 19 | Amauri Soares Pinheiro                                            | Partido Democrático Social (PDS)                   | 361   | 1º mandato  |
| 20 | Júlio Enes de Araújo                                              | Partido do Movimento Democrático Brasileiro (PMDB) | 241   | 1º mandato  |
| 21 | Pedro Pereira Manique                                             | Partido do Movimento Democrático Brasileiro (PMDB) | 233   | 1º mandato  |

## 5ª Legislatura (1977–1982)
Estes são os vereadores eleitos nas eleições de 15 de novembro de 1976:
|    | Nome                                                               | Partido                                | Votos | Observações |
| -- | ------------------------------------------------------------------ | -------------------------------------- | ----- | ----------- |
| 1  | Walmir dos Santos Martins (Cruzeiro do Sul, 26.08.1950–)           | Movimento Democrático Brasileiro (MDB) | 841   | 1º mandato  |
| 2  | José Valmir Gomes dos Santos                                       | Movimento Democrático Brasileiro (MDB) | 765   | 2º mandato  |
| 3  | Luiz Fernandes Soares da Rocha (1978)                              | Movimento Democrático Brasileiro (MDB) | 637   | 1º mandato  |
| 4  | Lino Ligocki (1979)                                                | Movimento Democrático Brasileiro (MDB) | 608   | 1º mandato  |
| 5  | Pedro da Silveira Martins (1980)                                   | Movimento Democrático Brasileiro (MDB) | 595   | 3º mandato  |
| 6  | Antonio Sidnei Toledo Bitencourt (Caçapava do Sul, 19.04.1954–)    | Movimento Democrático Brasileiro (MDB) | 577   | 1º mandato  |
| 7  | Valfredo Cardoso (1977) (Gravatal, 08.05.1936–)                    | Movimento Democrático Brasileiro (MDB) | 568   | 2º mandato  |
| 8  | Guilherme Antonio Vieira Filho (Camaquã, 13.05.1942–)              | Movimento Democrático Brasileiro (MDB) | 513   | 1º mandato  |
| 9  | João Luiz Scopel (1981-1982) (São Francisco de Paula, 02.01.1948–) | Movimento Democrático Brasileiro (MDB) | 496   | 1º mandato  |
| 10 | Adolar Neris Tamboreno                                             | Aliança Renovadora Nacional (ARENA)    | 482   | 2º mandato  |
| 11 | Edu Viegas da Silva                                                | Movimento Democrático Brasileiro (MDB) | 470   | 1º mandato  |
| 12 | Atalibio Trindade Figueiredo                                       | Aliança Renovadora Nacional (ARENA)    | 439   | 1º mandato  |
| 13 | Mauro dos Reis                                                     | Aliança Renovadora Nacional (ARENA)    | 436   | 1º mandato  |
| 14 | Sibila Silveira Brigel                                             | Aliança Renovadora Nacional (ARENA)    | 435   | 1º mandato  |
| 15 | Leandro Oliveira da Silva                                          | Aliança Renovadora Nacional (ARENA)    | 403   | 1º mandato  |

## 4ª Legislatura (1973–1976)
Estes são os vereadores eleitos nas eleições de 15 de novembro de 1972:
|    | Nome                                            | Partido                                | Votos | Observações |
| -- | ----------------------------------------------- | -------------------------------------- | ----- | ----------- |
| 1  | José Antônio Capella Silveira                   | Aliança Renovadora Nacional (ARENA)    | 652   | 1º mandato  |
| 2  | Olélio Duarte Pereira                           | Movimento Democrático Brasileiro (MDB) | 650   | 1º mandato  |
| 3  | Luiz Fernandes Soares                           | Movimento Democrático Brasileiro (MDB) | 565   | 1º mandato  |
| 4  | Maximiano Carvalho da Rocha                     | Movimento Democrático Brasileiro (MDB) | 508   | 1º mandato  |
| 5  | Valfredo Cardoso (1976) (Gravatal, 08.05.1936–) | Movimento Democrático Brasileiro (MDB) | 446   | 1º mandato  |
| 6  | Homero Zandonai                                 | Aliança Renovadora Nacional (ARENA)    | 446   | 1º mandato  |
| 7  | Ademar Caetano da Silveira                      | Aliança Renovadora Nacional (ARENA)    | 434   | 2º mandato  |
| 8  | José Valmir Gomes dos Santos                    | Movimento Democrático Brasileiro (MDB) | 414   | 1º mandato  |
| 9  | Geraldo Alves                                   | Movimento Democrático Brasileiro (MDB) | 413   | 2º mandato  |
| 10 | Manoel Rodrigues da Luz                         | Aliança Renovadora Nacional (ARENA)    | 393   | 1º mandato  |
| 11 | Paulo Antônio Fraga                             | Aliança Renovadora Nacional (ARENA)    | 326   | 1º mandato  |

## 3ª Legislatura (1969–1972)
Estes são os vereadores eleitos nas eleições de 15 de novembro de 1968:
|   | Nome                                               | Partido                                | Votos | Observações |
| - | -------------------------------------------------- | -------------------------------------- | ----- | ----------- |
| 1 | Geraldo da Cruz Padilha                            | Movimento Democrático Brasileiro (MDB) | 1.171 | 3º mandato  |
| 2 | Guilhermino Proença (Sapucaia do Sul, 26.02.1934–) | Movimento Democrático Brasileiro (MDB) | 706   | 3º mandato  |
| 3 | Pedro da Silveira Martins                          | Movimento Democrático Brasileiro (MDB) | 621   | 2º mandato  |
| 4 | Geraldo Alves                                      | Movimento Democrático Brasileiro (MDB) | 568   | 1º mandato  |
| 5 | Vicente A. D. Tessadri                             | Movimento Democrático Brasileiro (MDB) | 535   | 1º mandato  |
| 6 | Theodolino Paim Dutra                              | Movimento Democrático Brasileiro (MDB) | 510   | 1º mandato  |
| 7 | Joel Machado                                       | Movimento Democrático Brasileiro (MDB) | 434   | 1º mandato  |
| 8 | Ademar Caetano da Silveira                         | Aliança Renovadora Nacional (ARENA)    | 320   | 1º mandato  |
| 9 | Adolar Neris Tamboreno                             | Aliança Renovadora Nacional (ARENA)    | 267   | 1º mandato  |

## 2ª Legislatura (1963–1968)
Estes são os vereadores eleitos nas eleições de 15 de novembro de 1962:
|   | Nome                                               | Partido                              | Votos | Observações |
| - | -------------------------------------------------- | ------------------------------------ | ----- | ----------- |
| 1 | João Freitas Filho                                 | Partido Trabalhista Brasileiro (PTB) | 367   | 2º mandato  |
| 2 | Renato Camboim (1963)                              | Partido Libertador (PL)              | 261   | 2º mandato  |
| 3 | Guilhermino Proença (Sapucaia do Sul, 26.02.1934–) | Partido Social Democrático (PSD)     | 191   | 2º mandato  |
| 4 | João Colombo Filho                                 | Partido Democrata Cristão (PDC)      | 168   | 2º mandato  |
| 5 | Germano Silvério Cardoso                           | Partido Democrata Cristão (PDC)      | 119   | 2º mandato  |
| 6 | Geraldo da Cruz Padilha                            | Partido Trabalhista Brasileiro (PTB) | 98    | 2º mandato  |
| 7 | Pedro da Silveira Martins                          | Partido Trabalhista Brasileiro (PTB) | 94    | 2º mandato  |

## 1ª Legislatura (1962)
Estes são os vereadores eleitos nas eleições de 21 de janeiro de 1962:
|   | Nome                                               | Partido                              | Votos | Observações |
| - | -------------------------------------------------- | ------------------------------------ | ----- | ----------- |
| 1 | João Freitas Filho                                 | Partido Trabalhista Brasileiro (PTB) | 367   | 1º mandato  |
| 2 | Renato Camboim (1962)                              | Partido Libertador (PL)              | 261   | 1º mandato  |
| 3 | Guilhermino Proença (Sapucaia do Sul, 26.02.1934–) | Partido Social Democrático (PSD)     | 191   | 1º mandato  |
| 4 | João Colombo Filho                                 | Partido Democrata Cristão (PDC)      | 168   | 1º mandato  |
| 5 | Germano Silvério Cardoso                           | Partido Democrata Cristão (PDC)      | 119   | 1º mandato  |
| 6 | Geraldo da Cruz Padilha                            | Partido Trabalhista Brasileiro (PTB) | 98    | 1º mandato  |
| 7 | Pedro Silveira Martins                             | Partido Trabalhista Brasileiro (PTB) | 94    | 1º mandato  |

## Legenda
| cor  | significado          |
| Bege | Presidente da Câmara |
| Azul | Suplente             |